# Internet in der Volksrepublik China
Das Internet in der Volksrepublik China (chinesisch 因特网, Pinyin yīntèwǎng) hat seine Anfänge in den Experimenten des chinesischen Eisenbahnministeriums mit Rechnernetzen im Jahre 1980.
Die erste internationale Anbindung von China zum Internet geschah im September 1987 über einen Gateway an der Universität Karlsruhe in Deutschland. 1994 wurde von den chinesischen Behörden die Erlaubnis zu einer vollwertigen TCP/IP-Internetverbindung gegeben. Von da an begann die Errichtung eines eigenständigen chinesischen Backbones, die Formierung von chinesischen Internetdienstanbietern, Organisationen und Gesellschaften, die mit Angelegenheiten des Internets in der Volksrepublik China betraut sind.
Seine Originalität bewahrt das chinesische Internet nicht nur durch die von der chinesischen Regierung errichtete technische Struktur und Organisation, sondern auch durch die lokal geprägte Netzkultur. Immer wieder in die Diskussion in der westlichen Presse gerät das Internet in der Volksrepublik China vor allem durch das Verhältnis von Medium und Gesellschaft.

## Geschichte
China führt seit den 1950er Jahren Forschungen auf dem Gebiet der Computertechnik durch. Die Forschung und Verwendung chinesischer Rechnernetze begann als erstes durch das Eisenbahnministerium im Jahre 1980. Es errichtete Weitverkehrsnetze (damals noch Long Haul Network). Die Knotenpunkte in Peking, Shanghai und Jinan bestanden aus PDP-11-Systemen, die Netzwerkarchitektur war DIGITAL Network Architecture (DNA).
Die Idee zu einer Netzwerk-Verbindung von Deutschland nach China wurde bereits 1983 vom deutschen Verein WASCO („Wissenschaftliche Anwender von Siemens-Computern e. V.“) auf seinem ersten Symposium in Peking angesprochen.
Die erste Internet-Verbindung wurde am 20. September 1987 durch eine E-Mail von einem 13-köpfigen Team unter Wang Yunfeng (chinesisch 王云峰), Werner Zorn und Christoph Meinel hergestellt, die vom Institut für Rechneranwendung (Institute for Computer Applications, ICA) der damaligen Technischen Universität Peking, heute „Universität für Wissenschaft und Technologie Peking“ (北京科技大学) an die Informatik Rechnerabteilung (IRA) der Universität Karlsruhe gesendet wurde. Prof. Werner Zorn war damals auch schon beim Empfang der ersten deutschen E-Mail in Karlsruhe 1984 maßgeblich beteiligt.
Die chinesische E-Mail enthielt den Text:

“Across the Great Wall we can reach every corner of the world”

„Ueber die Grosse Mauer erreichen wir alle Ecken der Welt“

Durch fehlerhafte Information wird von vielen Stellen Qian Tianbai (钱天白) vom CANET (中国学术网 – „Chinesisches Akademisches Netzwerk“) als Vater des chinesischen Internets angesehen.
Die erste internationale Anbindung von China zum Internet über Deutschland geschah über einen Gateway. Erst 1994 wurde von den chinesischen Behörden die Erlaubnis zu einer vollwertigen TCP/IP-Internetverbindung gegeben.
1993 startete China im Zuge der Entwicklung der Internetanbindung in China die „Goldenen Projekte“ (金字工程,  jīnzì gōngchéng), darunter zum Beispiel die Projekte:
- Goldene Brücke (金桥,  jīnqiáo), das die Informationstechnologie mit der Wirtschaft in Verbindung bringen und die Koordination der Marktökonomie fördern sollte,
- Goldene Karte (金卡,  jīnkǎ), für die Einführung von Electronic Cash, und
- Goldener Schild (金盾,  jīndùn), das für Sicherheitsbestimmungen im Internet sorgen sollte.

1996 wurden von China die ersten „Bestimmungen zur Kontrolle des Internets“ erlassen.
1998 wurde speziell für Angelegenheiten, die das Internet in der Volksrepublik China betreffen, ein staatliches Ministerium errichtet, das Ministerium für Informationsindustrie (信息产业部,  Xìnxī Chǎnyèbù). Es arbeitet mit den Netzbetreibern zusammen, die über internationale Anbindung verfügen, und bekennt sich auch zur Sperrung von Websites, die „Trash“ beinhalteten, wie der Minister selbst kommentierte.
Ebenfalls 1998 gab es Versuche, ein chinesisches Intranet aufzubauen, wie das China C-Net von der Sichuan Internet Development Corporation, oder das CWW, auch „China Public Multimedia Network“ genannt, das von der China Telecom entwickelt wurde. Als Gründe wurden einerseits marktökonomische Faktoren angegeben, andererseits Bequemlichkeit, da letzteres ausschließlich auf Material in chinesischer Sprache beruhen sollte und damit die Informationen im Web für Einheimische leichter verständlich sein sollten. Die Versuche wurden jedoch nicht durchgehalten.

## Struktur
Die internationale Anbindung des chinesischen Backbone-Netzwerkes befindet sich in den Städten Peking, Shanghai und Guangzhou.
Der Hong Kong Internet Exchange Point (HKIX) verzeichnet in Spitzenzeiten einen Datenverkehr von 36 Gbit/s (Oktober 2006).
Das Backbone wird aus sieben Netzwerken, die mit dem Internet Verbindung aufnehmen, gebildet:
- CHINAnet (中国公用计算机互联网,  Zhōngguó gōngyòng jìsuànjī hùliánwǎng), mit einem Datenverkehr von 122,587 Gbit/s (Juni 2006)
- China169, Datenverkehr von 60,888 Gbit/s (Juni 2006)
- CSTnet, (中国科学技术网,  Zhōngguó kēxué jìshù wǎng), Datenverkehr von 17,465 Gbit/s (Juni 2006)
- CERnet, (中国教育和科研计算机网,  Zhōngguó jiàoyù hé kēyán jìsuànjī wǎng), Datenverkehr von 4,796 Gbit/s (Juni 2006)
- CMnet, Datenverkehr von 4,785 Gbit/s (Juni 2006)
- UNInet, (中国联通计算机互联网,  Zhōngguó liántōng jìsuànjī hùliánwǎng), Datenverkehr von 3,652 Gbit/s (Juni 2006)
- CIETnet, Datenverkehr von 2 Gbit/s (Juni 2006)

Zwei weitere sind im Aufbau. Die gesamte Datenübertragungsrate betrug damit gemäß der Statistik des CNNIC von Januar 2007 256,696 Gbit/s.
Teilweise waren die Netze zunächst der direkten Kontrolle des Staatsrates unterstellt und wurden dann an Backbone-Netzbetreiber, wie China Telecom (中国电信,  Zhōngguó diànxìn) und China Unicom (中国联通,  Zhōngguó liántōng), übergeben, teilweise befinden sie sich noch immer unter staatlicher Kontrolle.
Die Errichtung des CHINAnet begann 1995. Es wurde damals von der China Telecom betrieben. Die Netzwerkknoten dieses Backbones befinden sich in den selbstverwalteten Städten (Beijing, Tianjin, Shanghai, Chongqing) und in jeder Provinzhauptstadt. Die Zugangsstandards differieren je nach Netzwerkknoten.
Das CSTnet ist ein Netzwerk, für dessen Errichtung und Leitung Chinas Wissenschaftsinstitute verantwortlich sind. Es war in China als erstes mit dem Internet verbunden: Seit 1994 weitet es sich vom Pekinger Erziehungswissenschaftlichen Forschungsnetz (北京中关村教育科研示范网,  Běijīng zhōngguāncūn jiàoyù kēyán shìfàn wǎng) auf Forschungsinstitute von über hundert chinesischen Wissenschaftsinstituten des ganzen Landes aus.
Das CERnet (engl. Chinese Education and Research Network) wird ebenfalls seit 1994 aufgebaut, mit dem Ziel, alle Forschungsinstitute und Universitäten in China zu verknüpfen, also sowohl die Zusammenarbeit und den Austausch der Forschungsinstitute zu verstärken, als auch die Informationsrecherche der einzelnen Institute zu verbessern.
Die Netzstruktur setzt sich aus Backbones, aus lokalen Netzen und aus Campusnetzen zusammen. Das Zentrum des CERnet ist in der Tsinghua-Universität positioniert.
Das UNInet wurde am 19. Juli 1994 errichtet und verwendet Asynchronous Transfer Mode. Hauptsächlich der ISP China Unicom (Konkurrent von China Telecom) peert an diesem Netz. Durch das UNInet wurde 1999 ebenfalls ein IP-Telefonnetz freigegeben, das in zwölf großen Städten Chinas für den Betrieb freigegeben ist.
Netzwerkbetreiber, die am Backbone der VR China peeren, sind:
- CNC, China Netcom (中国网通,  Zhōngguó wǎngtōng)
- Chinasat, (中国卫星集团互联网,  Zhōngguó wèixīng jítuán hùliánwǎng)
- CIET (中国国际经济贸易互联网,  Zhōngguó guójì jīngjì màoyì hùliánwǎng)
- China Mobile (中国移动互联网,  Zhōngguó yídòng hùliánwǎng)
- China Unicom (中国联通互联网,  Zhōngguó liántōng hùliánwǎng)
- China Great Wall (中国长城互联网,  Zhōngguó chángchéng hùliánwǎng)
- China Telecom (中国公用计算机互联网,  Zhōngguó gōngyòng jìsuànjī hùliánwǎng)

u. a.
Der Netzbetreiber CNC ist der direkten Kontrolle des Staatsrates unterstellt und hat große Unterstützung des Ministeriums für Informationsindustrie. Er setzt sich aus den vier gemeinsam investierenden Aktionären Chinesische Akademie der Wissenschaften, Gesamtamt für Radio, Film und Fernsehen, dem Eisenbahnministerium und der Regierung der Stadt Shanghai zusammen.
Ein weiteres Netzwerkprojekt war das CHINAGBN, ein Netzwerkprojekt für die Informationsrevolution der nationalen Wirtschaft. Im Projekt „Goldene Brücke“ (eines der Goldenen Projekte, die in China 1993 errichtet wurden, und die IT-Technik mit der Wirtschaft zu verbinden) war die Firma Jitong Communications (吉通通信公司,  Jitong tongxin gongsi) dafür verantwortlich.
Seit dem 3. Juni 2000 hat die CNNIC die offizielle Erlaubnis der ICANN zur Registrierung von chinesischen Domain-Namen. Seit dem 17. März 2003 kann sich der Registrant auch direkt unter .cn registrieren lassen. Die .cn-Domains betragen Juni 2006 etwa 1,2 Millionen.

## Netzkultur in China
China hatte im Juni 2006 123 Millionen Internet User, wobei als Internet User ein Bürger gilt, der mindestens eine Stunde in der Woche online ist.
Die User machten also etwa 10 % der Gesamtbevölkerung Chinas aus.
72,2 % der User gehen von zu Hause aus online, 35,1 % am Arbeitsplatz, 29,5 % im Internetcafé. Ende 2007 gab es 210 Millionen Internetnutzer in China, damit hat China, gemessen an der absoluten Anzahl der Internetnutzer, mit den USA gleichgezogen und wird diese bald überholen.
Im Sommer 2009 gab es in China 338 Millionen Internetanwender (alle User über sechs Jahre, die in den letzten sechs Monaten mindestens einmal online waren), das sind 27 % der Bevölkerung. Zum Vergleich: In der EU gab es 312 Millionen Internetnutzer (64 % der Gesamtbevölkerung). Die größte Gruppe der Nutzer bilden die 10- bis 29-Jährigen und hier die Studenten mit 32 %. Außerdem sind 747 Millionen Mobilfunktelefone registriert, wovon 155 Millionen zum Surfen im World Wide Web genutzt werden.

### Internetcafés

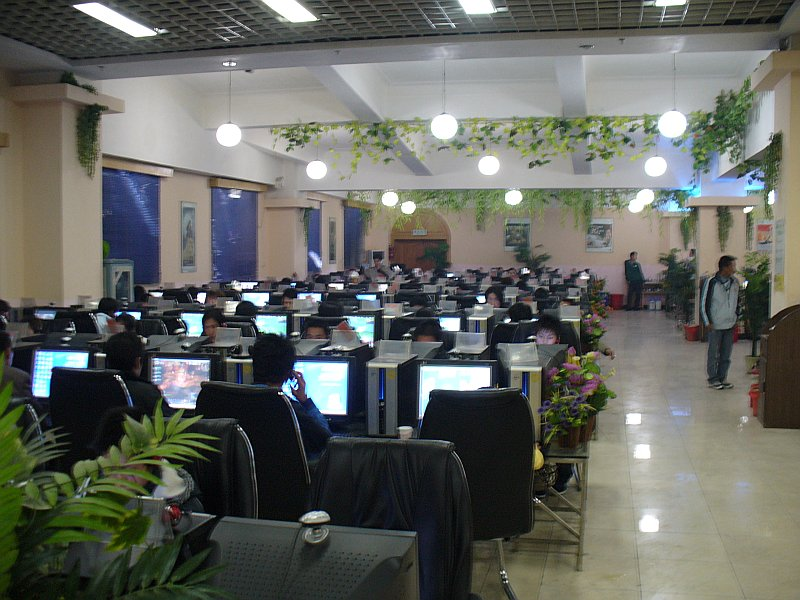
Internetcafé in Lijiang

Internetcafés (网吧,  wǎngba) wurden in China in der zweiten Hälfte der 1990er Jahre in großer Zahl eröffnet. Als im Sommer 2002 in Peking ein großes Wangba in Flammen aufging und dabei 25 jugendliche Besucher ums Leben kamen, wurden viele Wangbas von der Regierung geschlossen. Die Schließung von Internetcafés in China war daraufhin eine Zeit lang fast das einzige Thema in den westlichen Medien über das Internet in China und wurde wie selbstverständlich mit der Nachrichtenzensur und -kontrolle in Verbindung gebracht, ohne die Möglichkeit zuzulassen, dass es sich bei vielen Wangbas um Untergrund-Bars gehandelt haben könnte, die wegen mangelnder Sicherheitskontrollen, Steuerhinterziehung und illegaler Aktivitäten (Zugang zu pornografischen Internetangeboten contra Jugendschutzgesetz) geschlossen wurden.
Nunmehr wurden zehn staatliche Gesellschaften mit der Einrichtung von Wangbas beauftragt. Sie sollten landesweit einheitliche Standards bei der Ausrüstung von Internetcafés durchsetzen. Hierzu gehört die Videoüberwachung jedes Terminals, die Installation einer Software zur Aufzeichnung sämtlicher Eingaben und zur Verhinderung des Zugriffs auf pornografische, gewaltverherrlichende oder „subversive“ Seiten. Die Einhaltung dieser Vorschriften werden durch Razzien überprüft. Ende Dezember 2012 hat der ständige Ausschuss des Nationalen Volkskongresses ein Gesetz erlassen, das alle Anbieter von Internetdiensten verpflichtet, die Ausweise ihrer Kunden zu prüfen.

### Bestimmungen zur Kontrolle
Im Februar 1996 wurden von der chinesischen Regierung die ersten „Bestimmungen zur Kontrolle des Internets“ erlassen. Alle Medieninstitutionen, die online gehen wollten, brauchten dazu eine Erlaubnis und mussten dies über einen zentralen Access-Provider in Peking tun. Dies betraf hauptsächlich die elektronischen Versionen der Printmedien wie der Renmin Ribao (people.com.cn).
Der Regierungserlass betraf nicht die kommerziellen Online-News-Anbieter wie sina.com.cn, dieser wurde erst im September 1998 ins Leben gerufen. Es ist jedoch zu beobachten, dass sich die Chefredakteure und Medienbesitzer aus Konformitätsgründen einer Selbstzensur unterziehen und eine Art „Selbstdisziplin-Pakt“ mit der chinesischen Regierung schließen, wie zum Beispiel auch das amerikanische Unternehmen Yahoo!.
Die Diskussionen im Internet stehen unter ständiger Beobachtung und viele Internetanbieter haben einen Moderator, der in Anlehnung an Orwells Konzept des Großen Bruders und im Hinblick auf die bestimmende elterliche Funktion bei sozialen Normen im Chinesischen big mama genannt wird, und der Nachrichten in Foren und Chats heraussiebt, die nicht mit der Parteilinie übereinstimmen.
Die Arbeit westlicher Content-Provider und Hardware-Hersteller im Dienste des Internets der chinesischen Regierung wird dabei im Westen immer wieder heftig diskutiert: Nachdem zum Beispiel bekannt wurde, dass Cisco der chinesischen Regierung Hardware für die Zensur des Internets lieferte, geriet das Unternehmen in die Kritik.
Mehrere große westliche Suchmaschinenbetreiber (darunter z. B. Google und MSN) sehen sich ebenfalls verstärkt der Kritik ausgesetzt, ohne Rücksicht auf moralische Verpflichtungen, China bei der Internetzensur behilflich zu sein, um ihre Marktposition in China zu sichern und/oder auszuweiten. Sie filtern beispielsweise die Ergebnisse ihrer Suchmaschinen so, dass zensurrelevante Treffer nicht gelistet werden.
Im chinesischen Internet werden viele Seiten, welche die Regierung als Regime-kritisch betrachtet, für den Zugriff in China gesperrt. In den westlichen Medien wurde dafür der Begriff „Große Firewall Chinas“ geprägt. Dahinter steht der Gedanke, China habe sich mit einer „Großen Mauer“ umgeben, die dazu diene, auswärtige kulturelle Einflüsse und subversives Denken abzuhalten. Dabei wird auf das vom ersten Kaiser Chinas ausgebaute monumentale Bauwerk angespielt, der das Land gegen die „ausländischen Barbaren“ verteidigen wollte.
Auch die Wikipedia wurde Ziel von IP-Blockaden, etwa am 3. Juni 2004, einen Tag vor dem 15. Jahrestag des Tian’anmen-Massakers. Die Sperre wurde zeitweise wieder entfernt, nachdem chinesische Administratoren der Wikipedia der chinesischen Regierung mitteilten, dass Wikipedia keine politische oder gegen die chinesische Regierung gerichtete Website ist. Ab dem 19. Oktober 2005 war Wikipedia in China wiederum eine Zeit lang gesperrt. Im Oktober 2006 berichtet The New York Times, dass die englische Wikipediaversion in China wieder zugänglich war, die chinesische Sprachversion jedoch weiter blockiert war. Am 10. November 2006 berichtete Lih, dass die chinesische Wikipedia nun wieder vollkommen zugänglich war.
Im September 2005 hat die chinesische Regierung neue Bestimmungen zur Internet-Zensur erlassen. Demnach sind nach Angaben der amtlichen Nachrichtenagentur Xinhua nur „gesunde und zivilisierte Nachrichten und Informationen, die der Verbesserung der Qualität der Nation dienen“ zugelassen. Explizit verboten bleibt „die Verbreitung von Nachrichten und Informationen, die der Staatssicherheit und dem öffentlichen Interesse zuwiderlaufen“.
Ab Juli 2009 sollen in China Computer nur noch zusammen mit der Filtersoftware Green Dam Youth Escort verkauft werden, mit der vor allem Minderjährige vor „schädlichen“ Inhalten, insbesondere Pornografie geschützt werden sollen. Die Liste der zu blockierenden Seiten wird über eine automatische Update-Funktion übers Internet auf den einzelnen Computern aktualisiert. Nach einem Artikel der Epoch Times haben chinesische Hacker auf die Stichwortliste des Programms zugegriffen und festgestellt, dass sie nur 2700 Stichwörter enthält, die mit Pornografie im Zusammenhang stehen, jedoch über 6500 von politischer Natur, darunter „4. Juni“, „Tibet“ und „Falun Gong“. Chinesische Nutzer der Software haben festgestellt, dass sie eine DLL in den Internet Explorer injiziert, welche die Nutzung von Freegate verhindert, eines der Programme, die häufig benutzt werden, um das Projekt Goldener Schild zu umgehen.
Bis im Jahre 2020 soll hinter der Great Firewall ein Bewertungs-System aufgebaut werden. Anhand des Verhaltens im Internet werden die Bürger auf einer Skala von A bis D bewertet. Diejenigen mit Bewertung A werden zum Beispiel bei der Zulassung für Schulen und bei sozialen Leistungen bevorzugt behandelt. Diejenigen aus der Gruppe C stehen unter täglicher Kontrolle und erhalten Hinweise über bestimmte Einschränkungen wie zum Beispiel die Kürzung von Sozialhilfen. Die der Klasse D zugeteilten Leute werden von Führungspositionen ausgeschlossen und bekommen andere Leistungen gestrichen.